# Köttbullar

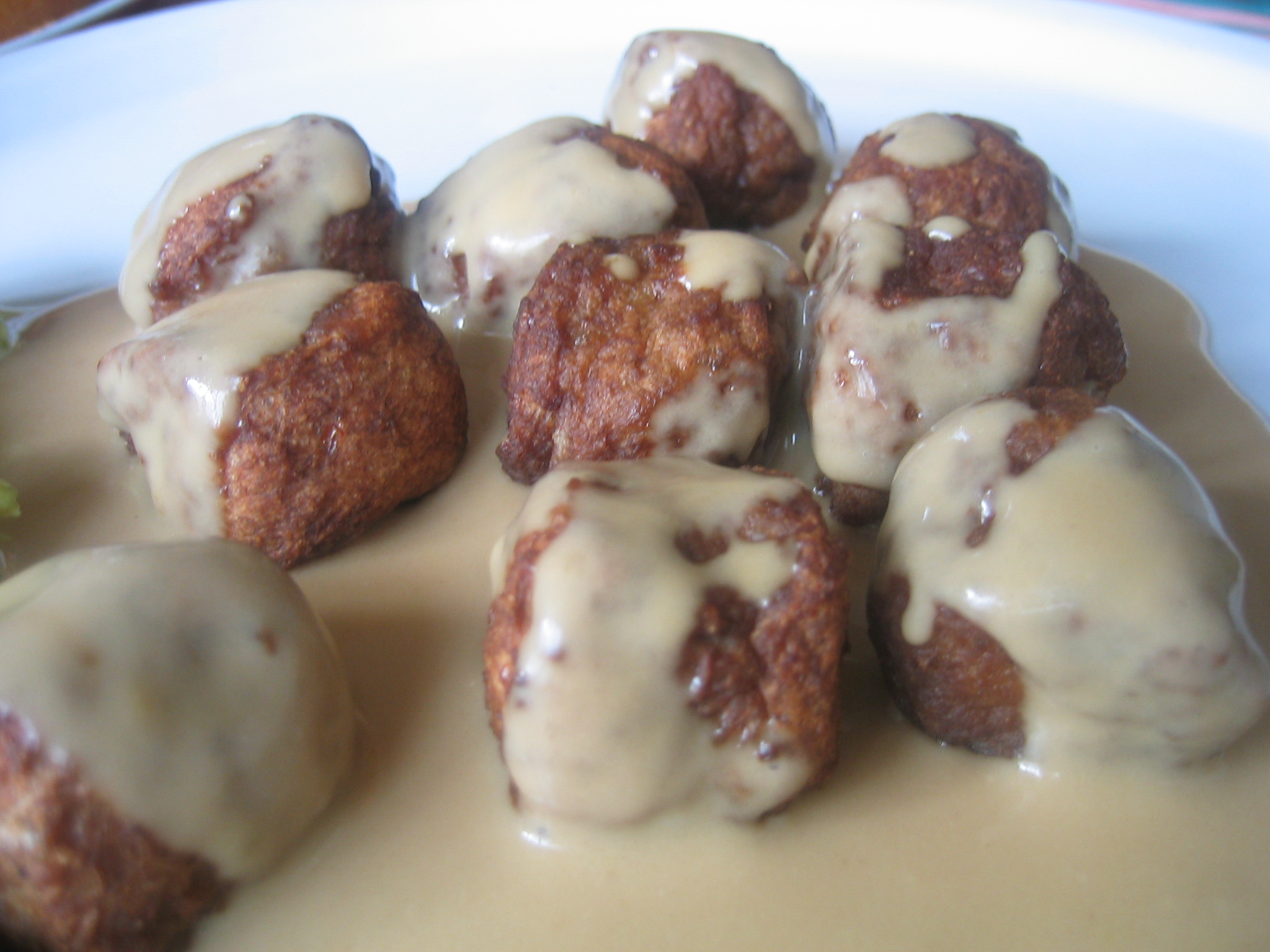
Albóndigas.

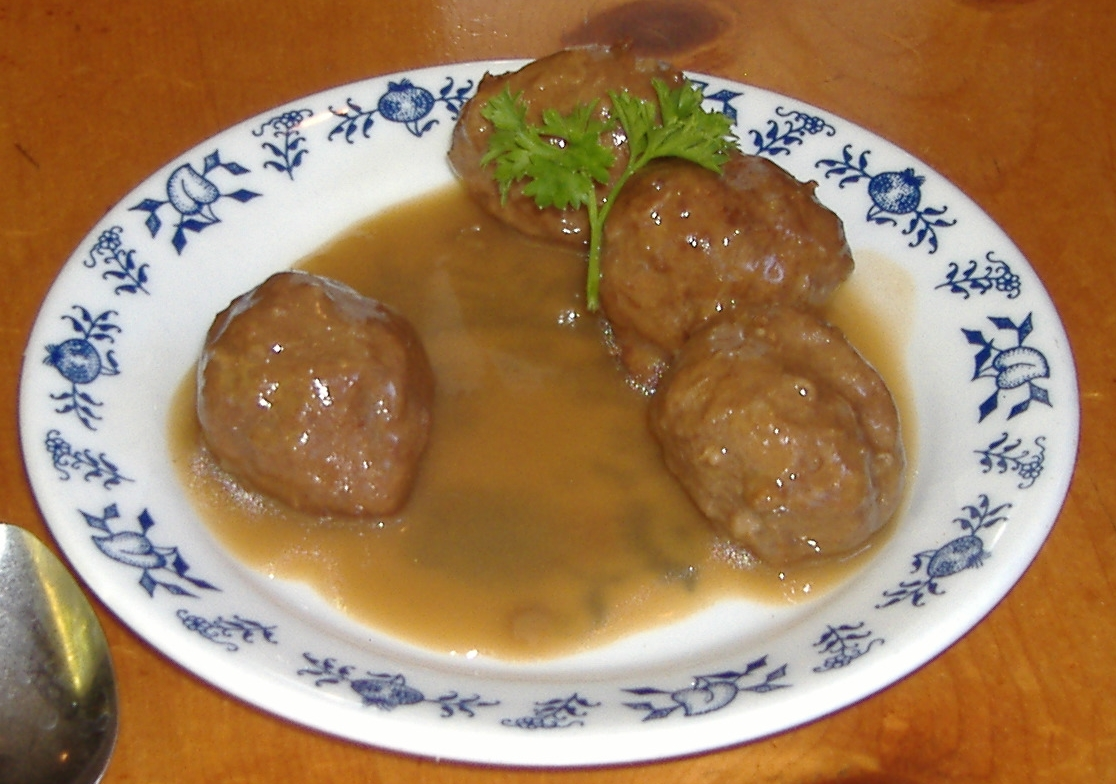
Köttbullar.

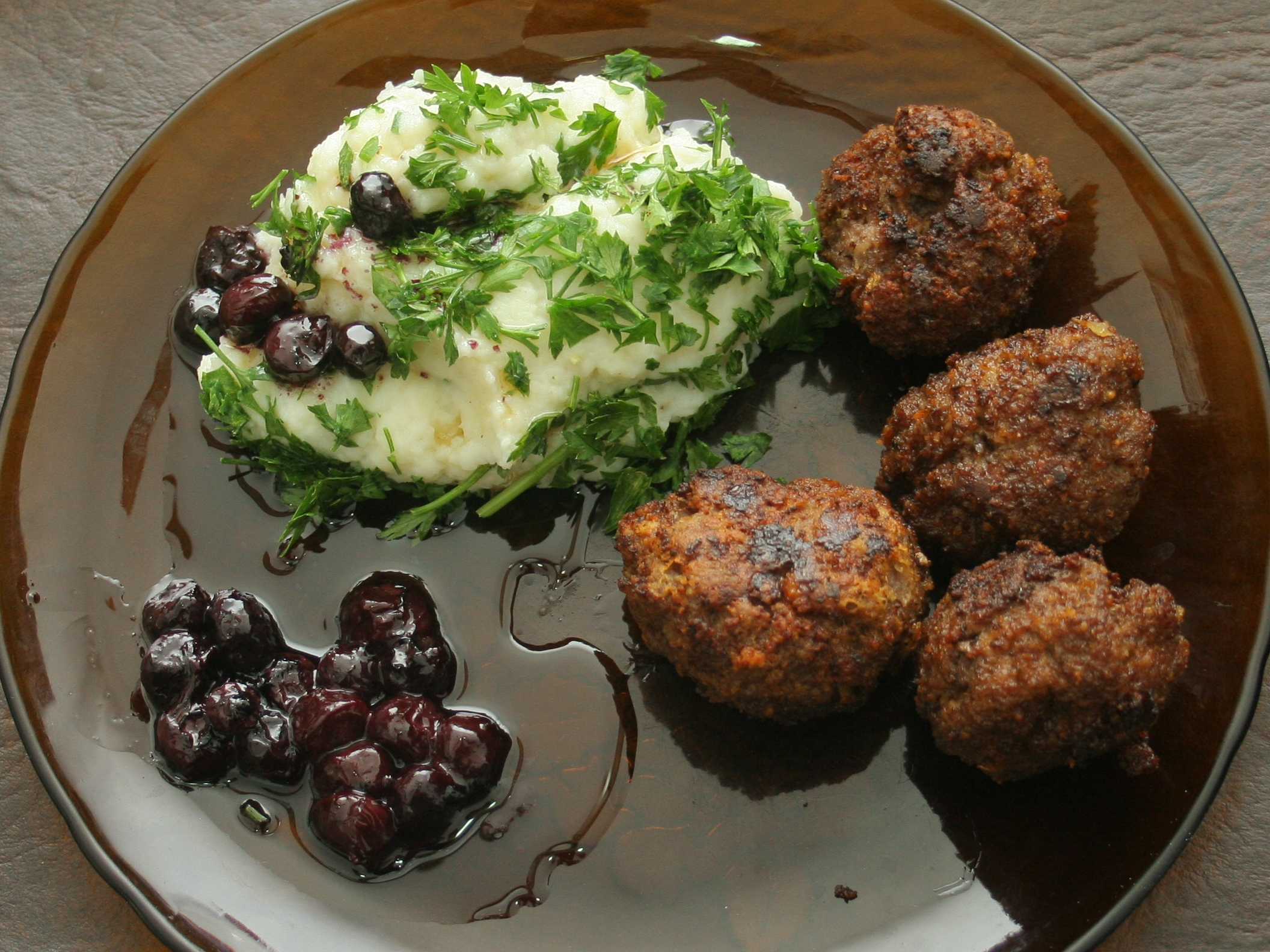
Köttbullar en adaptación Argentina con puré y arándanos azules

Las köttbullar (literalmente, "bollos de carne"; singular, köttbulle; pronunciado /ˈɕœtˌbɵlːar/, aproximadamente schétbular),  conocidas como albóndigas suecas, son elaboradas con carne picada de vaca mezclada con las migajas de pan empapadas en leche y cebollas cortadas en trozos pequeños. Se sazonan con pimienta blanca o pimienta inglesa y sal. Las albóndigas suecas se sirven tradicionalmente bañadas con salsa de carne, llamada en sueco gräddsås (salsa de crema) o brunsås (salsa marrón), papas hervidas o en puré, con salsa agridulce de arándanos rojos, en sueco lingonsylt (salsa de arándano). Este tipo de albóndigas son muy populares en la cocina sueca y se suelen servir en los restaurantes de los establecimientos IKEA como plato típico sueco.

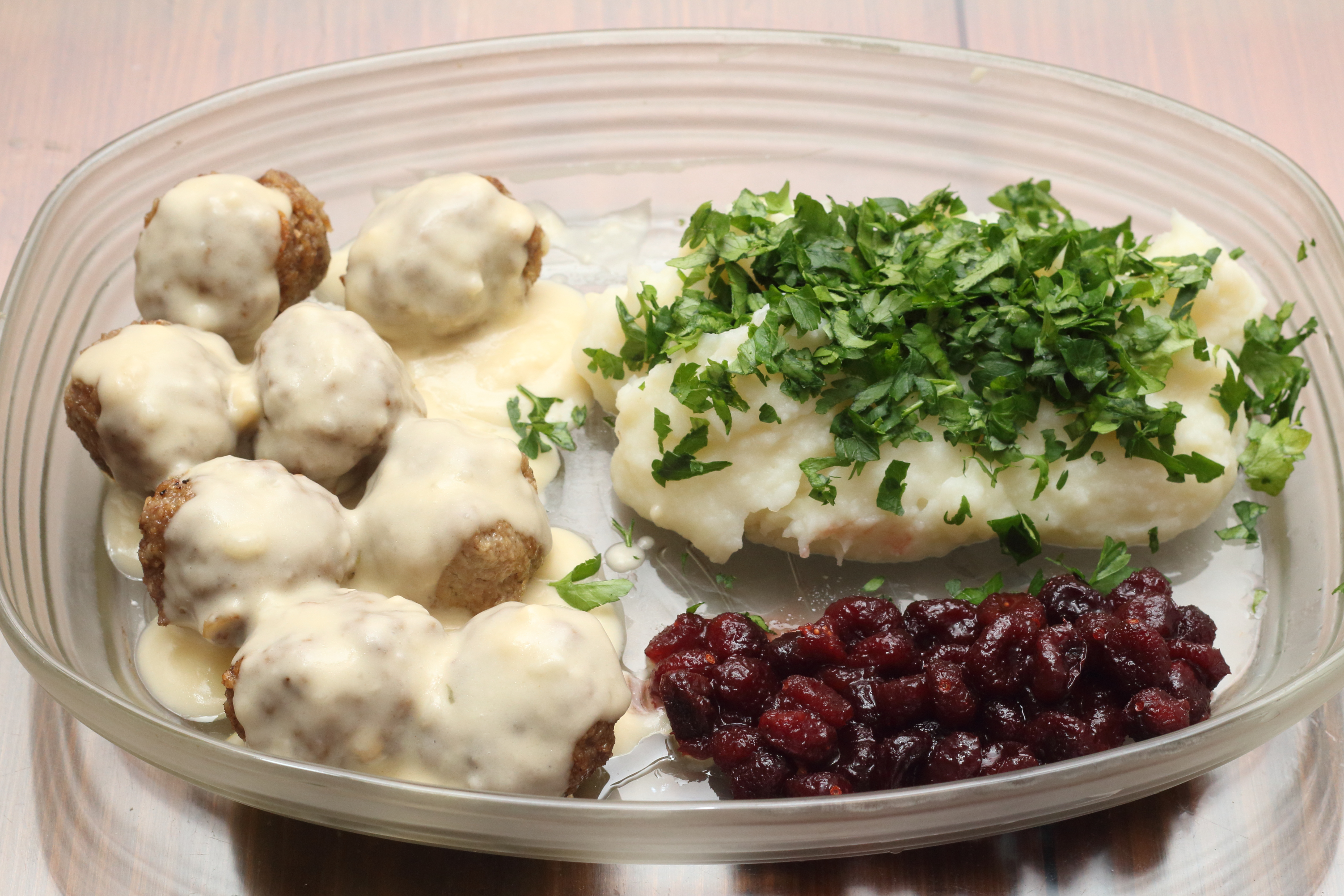
Köttbullar argentino

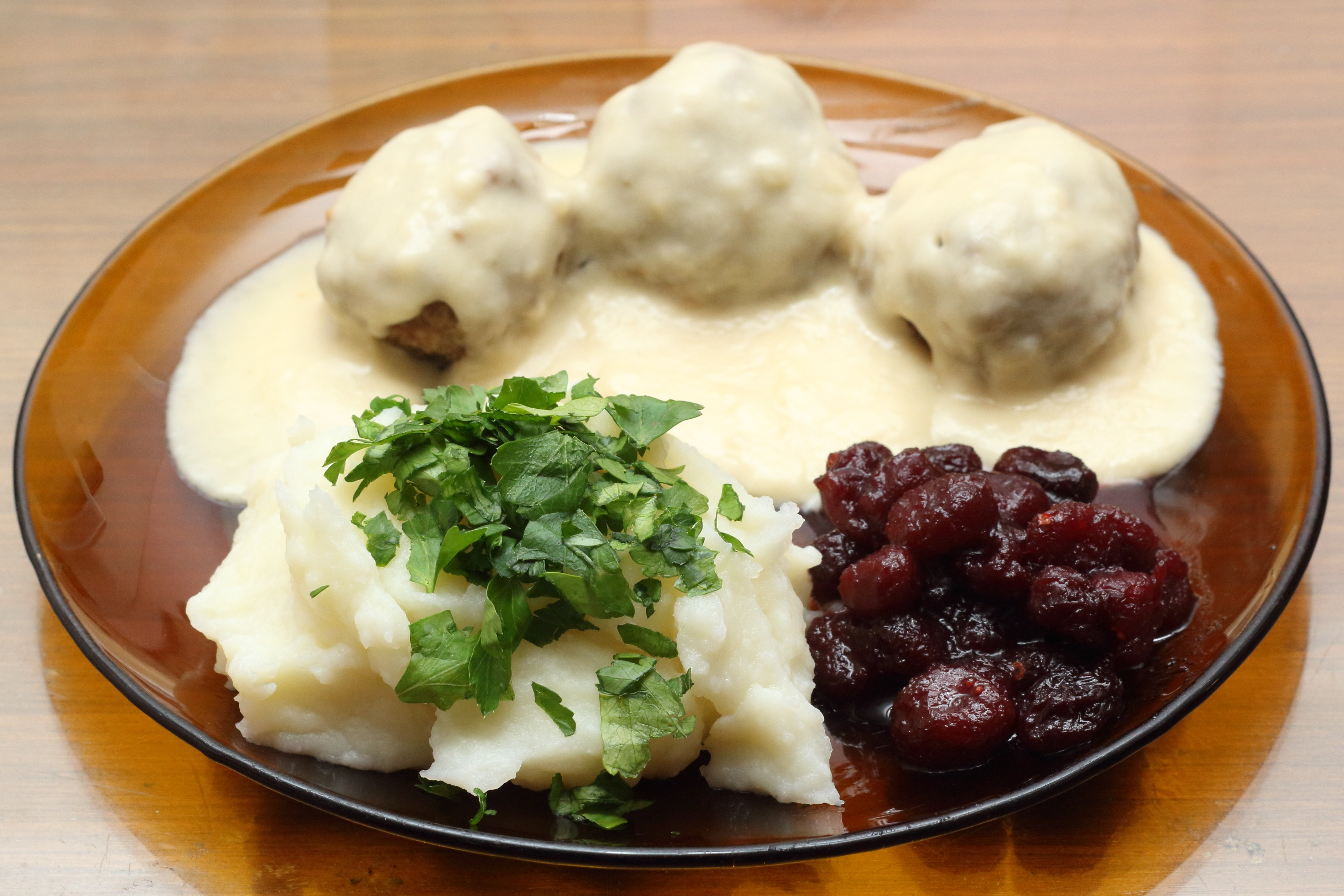
Köttbullar argentino

En 2013 un escándalo envolvió a las famosas albóndigas suecas de IKEA, debido al descubrimiento de carne de caballo en la mezcla, lo que obligó a la empresa a suspender por algún tiempo la distribución en puntos de venta europeos. Esto llevó a muchos a pensar que el modelo alimentario de la multinacional fundada por Ingvar Kamprad estaba en crisis. Sin embargo, tras la reintegración de las albóndigas en el menú IKEA ha puesto en marcha una cocina basada en los sabores del norte de Europa, mejorando de los restaurantes de las tiendas. Además, ha llevado a cabo la apertura de restaurantes temporales en diferentes ciudades de Europa, anunciando una nueva iniciativa: cafés y restaurantes independientes.

## Etimología
Las albóndigas suecas son las “albóndigas que hace mamá” una expresión generalizada en Suecia, y las recetas favoritas varían mucho. Algunos opinan que en la mezcla misma las cebollas deben estar ralladas, mientras que otros prefieren cortarlas en trocitos y freírlas aparte. Unos sirven con las albóndigas una salsa espesa de crema de leche, manteca o aceite con harina de maíz y caldo de carne, llamada salsa marrón, en sueco brunsås, mientras que otros la preparan diluida, y en el smörgåsbord lo mejor es prescindir enteramente de la salsa. 
En el Sur de Suecia, mucha gente prefiere la mezcla de carne picada un poco más grasa; pero cuanto más al norte, menos cerdo se encuentra en la mezcla. Las migajas de pan común o de costra dura en leche, al contrario, son tan importantes como los arándanos rojos del contorno, y les dan a las albóndigas suecas su peculiar consistencia blanda.